# شهرستان توگتوه
شهرستان توگتوه (به لاتین: Togtoh County) یک شهرستان‌های جمهوری خلق چین در چین است که در هوهوت واقع شده‌است.
 شهرستان توگتوه ۱٬۳۱۳ کیلومتر مربع مساحت دارد  ۱٬۰۱۸ متر بالاتر از سطح دریا واقع شده‌است.